# Константиноградовский сельсовет (Башкортостан)
Константиногра́довский сельсове́т — муниципальное образование в Стерлитамакском районе Башкортостана.
Административный центр — деревня Константиноградовка.

## История
Согласно Закону о границах, статусе и административных центрах муниципальных образований в Республике Башкортостан имеет статус сельского поселения.

## Население
| 2002 | 2009 | 2010 | 2012 | 2013 | 2014 | 2015 |
| ---- | ---- | ---- | ---- | ---- | ---- | ---- |
| 695  | ↗704 | ↘695 | ↘690 | ↗697 | ↗701 | ↘684 |
| 2016 | 2017 | 2018 |      |      |      |      |
| ↘668 | ↗674 | ↘667 |      |      |      |      |

## Состав сельского поселения
| № | Населённый пункт    | Тип населённого пункта          | Население |
| - | ------------------- | ------------------------------- | --------- |
| 1 | Константиноградовка | деревня, административный центр | ↘515      |
| 2 | Боголюбовка         | деревня                         | ↗174      |
| 3 | Новониколаевка      | деревня                         | ↘6        |